# سيكا بيلا كابوري
سيكا بيلا كابوري (من مواليد 20 أكتوبر 1959) هي توغوليه من بوركينا فاسو ومن مواليد توغو، ومدافعة عن الرعاية الصحية، وزوجة الرئيس السابق لبوركينا فاسو روش مارك كريستيان كابوري. عملت كسيدة بوركينا فاسو الأولى من 29 ديسمبر 2015 إلى 24 يناير 2022، عندما عزل الجيش زوجها روش مارك كريستيان كابوري.

## السيرة الشخصية
وُلِدت كابوري سيكا بيلا أدجوافي في لومي وهي توغو الحالية، من الطبيب التوغولي ماوبي فالنتين فوفور وإميليا موريرا. عادة ما تسمى بيلا وهو الاسم الأوسط لها.
أكملت كابوري درجة الماجستير في القانون من جامعة لومي. ثم انتقلت إلى فرنسا لمواصلة دراستها في جامعة بورغوندي. التقت بزوجها المستقبلي روش مارك كريستيان كابوري بينما كانا كلاهما طالبًا في جامعات فرنسية. تزوجا عام 1982 ولديهما ثلاثة أطفال. انتقلوا إلى بوركينا فاسو الأصلية خلال الثمانينيات، حيث انضمت إلى غرفة التجارة والصناعة في واغادوغو كمسؤول دراسات قانونية، بينما تم تعيين زوجها مديرًا عامًا للبنك الدولي لبوركينا فاسو.
في عام 2006 أصبحت كابوري رئيسًا لمؤسسة كيمي التي تقدم خدمات الرعاية الصحية الوقائية لنساء وأطفال بوركينا فاسو. المؤسسة والتي تعني «المظلة» بلغة ديولا تركز على علاج الأمراض المزمنة، بما في ذلك سرطان الثدي وسرطان عنق الرحم ومرض فقر الدم المنجلي.
يقال إن كابوري أصبح قريبًا من السيدة الأولى السابقة شانتال كومباوري حيث نمت الحياة السياسية لزوجها خلال التسعينيات والعقد الأول من القرن الحادي والعشرين. يشترك الاثنان في تاريخ الحياة المشترك. كلتا المرأتين متزوجة من قادة سياسيين من بوركينا فاسو وولدتا في الخارج كابوري توغولية بينما كومباوري من كوت ديفوار. اعتقدت بعض الشخصيات السياسية أن الاثنين كانا صديقين حميمين، لكن يبدو أن أعضاء الدائرة السياسية للرئيس كابوري يعارضون هذه الفكرة، قائلين «لقد كانا مقربين بسبب وظائف أزواجهن. ولكن هل يمكننا القول إنهما صديقان حقًا؟ لست متأكدا».
بحلول عام 2015 كانت عضوًا في اللجنة التنفيذية لغرفة التجارة والصناعة. أصبحت السيدة الأولى لبوركينا فاسو في 29 ديسمبر 2015 بعد فوز زوجها في الانتخابات الرئاسية في نوفمبر 2015.